# جاك ريتشر: لا عودة مطلقا
جاك ريتشر: لا عودة مطلقا هو فيلم حركة تم إنتاجه في الولايات المتحدة صدر في سنة 2016. الفيلم من إخراج إدورد زويك من بطولة توم كروز وكوبي سمولدرز وهولت مكالاني وروبرت نبر.

## القصة
بعد أربع سنوات من أحداث الفيلم الأول، جاك ريتشر يعود إلى مقر الوحدة العسكرية القديمة التي كان فيها ليقابل الرائد سوزان تيرنر التي كانت تعمل معه على حل القضايا في جميع أنحاء البلاد. ولدى وصوله، يعلم بأن الرائد تيرنر متهمة بالتجسس.
.

## الميزانية والإيرادات
بلغت تكلفة إنتاج الفيلم حوالي 96 مليون دولار.

## وصلات خارجية
- جاك ريتشر: لا عودة مطلقا على موقع IMDb (الإنجليزية)
- جاك ريتشر: لا عودة مطلقا على موقع ميتاكريتيك (الإنجليزية)
- جاك ريتشر: لا عودة مطلقا على موقع روتن توميتوز (الإنجليزية)
- جاك ريتشر: لا عودة مطلقا على موقع نتفليكس (الإنجليزية)
- جاك ريتشر: لا عودة مطلقا على موقع قاعدة بيانات الأفلام العربية
- جاك ريتشر: لا عودة مطلقا على موقع ألو سيني (الفرنسية)
- جاك ريتشر: لا عودة مطلقا على موقع Turner Classic Movies (الإنجليزية)
- جاك ريتشر: لا عودة مطلقا على موقع أول موفي (الإنجليزية)
- جاك ريتشر: لا عودة مطلقا على موقع بوكس أوفيس موجو (الإنجليزية)
- جاك ريتشر: لا عودة مطلقا على موقع فيلمافينيتي (الإسبانية)